# Liste der Monuments historiques in Breuvery-sur-Coole
Die Liste der Monuments historiques in Breuvery-sur-Coole führt die Monuments historiques in der französischen Gemeinde Breuvery-sur-Coole auf.

## Liste der Objekte
| Bezeichnung | Beschreibung                          | Standort                                   | Kennzeichnung | Schutzstatus | Datum | Bild |
| ----------- | ------------------------------------- | ------------------------------------------ | ------------- | ------------ | ----- | ---- |
| Antependium | Ölfarbe auf Holz, 18. Jahrhundert     | in der Kirche Nativité-de-la-Vierge (Lage) | PM51000113    | Classé       | 1977  |      |
| Kruzifix    | Holz, farbig gefasst, 16. Jahrhundert | in der Kirche Nativité-de-la-Vierge (Lage) | PM51002382    | Inscrit      | 1976  |      |